# Битва при Пандосии
Битва при Пандосии — битва, состоявшая в 331 или 326 году до н. э. около города Пандосии в Южной Италии между эпиротами под командованием царя Александра I и коалицией италийских племён луканов и бруттиев. Завершилась решительной победой последних и гибелью царя Эпира.

## Предыстория
Он столь ревностно ринулся в этот поход, как будто при дележе мира Александру, сыну его сестры Олимпиады, достался по жребию Восток, а ему – Запад, надеясь совершить в Италии, Африке и на Сицилии не меньшие подвиги, чем Александр в Азии и Персии.
В VIII—VI веках до н. э. греки активно осваивали побережье Южной Италии и Сицилии — этот регион получил название Великой Греции. Одной из крупнейших греческих колоний стал Тарент, основанный спартанцами. Испытывая давление местных племён, колонисты обращались за поддержкой к своим метрополиям и другим греческим государствам. Около 332 года до н. э. Тарент попросил о помощи против бруттиев царя Эпира Александра I. Александр был не первым полководцем, приглашённым тарентцами: царь Спарты Архидам III несколько лет вёл борьбу с италиками, пока в 338 году до н. э. не погиб в сражении с луканами, а войско его было уничтожено.
Кампания Александра I первоначально развивалась весьма успешно: он неоднократно разбивал луканов и бруттиев в сражениях, захватил много городов (по Титу Ливию — Гераклею, Потенцию, Сипонт, Консенцию и Терину) и отправил в Эпир 300 знатных семейств заложниками. С царём апулийцев (после кратковременной войны), с жителями Метапонта, педикулами и римлянами Александр заключил союз.

## Ход битвы
Войско Александра заняло три отстоящих друг от друга холма в окрестностях Пандосии, чтобы оттуда тревожить набегами владения луканов и бруттиев. К нему присоединилось около 200 луканских изгнанников. Когда из-за сильных дождей все окрестные поля оказались залиты водой, три части войска, отрезанные друг от друга, лишились возможности оказывать взаимную помощь. Два остававшихся без царя отряда были внезапно атакованы и разбиты противником; покончив с ними, италики объединились и окружили самого Александра. Луканские изгнанники решили заслужить прощение сограждан изменой и послали к ним гонцов с предложением выдать царя живым или мёртвым. Однако Александр с отборными воинами дерзко атаковал противника и, прорвавшись сквозь гущу врагов, в рукопашной схватке убил вождя луканов. После этого он стал собирать своих рассеявшихся воинов и приблизился к берегу реки, где увидел остатки моста, унесённого недавним паводком.
Античные историки приводят легенду, согласно которой оракул Зевса в Додоне ещё до похода в Италию повелел Александру остерегаться реки Ахеронта и города Пандосии. Царь посчитал, что речь идёт об одноимённых реке и городе в Эпире и, «чтобы отклонить опасность, предопределённую ему судьбой, он с тем большим рвением предпринял поход в чужую страну». Однако он не знал о существовании реки и города (точнее, двух городов) с такими же названиями и в Италии.
О, Эакид, берегись приближаться к волнам Ахеронта
И к Пандосии той, суждена тебе смерть где судьбиной.
Согласно Титу Ливию, во время отступления при переходе через реку по незнакомому броду один из эпирских воинов, намекая на зловещее название реки, воскликнул: «Недаром зовут тебя Ахеронтом!». Царь, услышав это, вспомнил о предсказании и остановился в нерешительности. Но человек из царской
свиты указал ему на приближающихся луканов, и Александр направил коня в самую стремнину. Когда он уже выбрался на мелкое место, один из луканских изгнанников издали поразил его дротиком.

## Последствия
По Титу Ливию, тело Александра с торчащим в нём древком река принесла к вражескому лагерю; там тело разрубили надвое и часть отправили в Консенцию, а часть оставили у себя для поругания. К толпе, кидавшей в труп копьями и камнями, обратилась с мольбой некая женщина, муж и дети которой находились в плену у неприятеля и которая надеялась выкупить их за тело царя. Это положило конец надругательству над телом: останки эта женщина предала погребальному костру в Консенции, а прах был отослан к врагу в Метапонт и оттуда перевезён в Эпир, к жене Клеопатре и сестре Олимпиаде. По Юстину, тело Александра погребли жители Фурий, выкупившие его за государственный счёт. Также Юстин сообщает, что Александр Македонский, узнав о гибели своего дяди (и одновременно зятя), назначил в войске трёхдневный траур.
Тарент продолжил практику приглашения полководцев из других греческих государств. Через три десятилетия после похода Александра I борьбу с италиками возглавил Клеоним Спартанский, а в 280—275 годах до н. э., уже против римлян, сражался другой эпирский царь — Пирр, двоюродный племянник Александра I. После ухода Пирра из Италии Тарент и другие греческие колонии на полуострове, как и их прежние враги — италики, были покорены Римом.

### Первичные источники
- Страбон. География, VI, 1, 5 и 3, 4.
- Тит Ливий. История от основания города, VIII, 24.
- Марк Юниан Юстин. Эпитома сочинения Помпея Трога «История Филиппа», XII, 2.
- Павел Орозий. История против язычников, III, 11.

### Вторичные источники
- Харботл, Томас. Пандосия // Битвы мировой истории = Dictionary of Battles. — М.: Внешсигма, 1993. — 576 с. — 38 000 экз. — ISBN 5-8629-19-5.
- Эббот, Джекоб. Глава 3. Детство и юность Пирра // Пирр. Царь Эпира = Pyrrhus. — М.: Центрполиграф, 2004. — 224 с. — (Nomen est Omen). — 7000 экз. — ISBN 5-9524-0877-X.